# Појана (Пангараци)
Појана (рум. Poiana) насеље је у Румунији у округу Њамц у општини Пангараци. Oпштина се налази на надморској висини од 398 m.

## Становништво
Према подацима из 2011. године у насељу је живело 477 становника.